# انجمن خیریه حمایت از بیماران کلیوی ایران
انجمن خیریه حمایت از بیماران کلیوی ایران مؤسسه‌ای خیریه، غیرانتفاعی و مستقل با مجوز فعالیت از وزارت کشور است.

## فعالیت
تلاش در جهت طرح، پیگیری و رفع مسایل و مشکلات بهداشتی، دارویی، درمانی بیماران و بعضاً” تأمین هزینه‌های دارویی – درمانی آن‌ها به‌طور موردی و نیز تلاش در جهت تأمین بیمه‌های درمانی آنان و پیگیری و نظارت و حساسیت بر نحوه تولید، ورود، توزیع، از لحاظ نوع، کمیت و کیفیت داروهای مصرفی بیماران.
سعی در جهت ایجاد امکانات و تسهیلات لازم به منظور پیوند کلیه بیماران دیالیزی به مثابه تنها راه حل قطعی بازگشت سلامتی نسبی آنان از طریق خویشاوندان یاغیرخویشاوندان داوطلب و پیوند از جسد پس از مرگ مغزی.
تلاش در جهت فراهم نمودن تسهیلات و امکانات رفاهی بیماران در حد توان با انجام فعالیت‌های خدمات اجتماعی امدادی و نیکوکاری.
به‌طور کلی طرح و پیگیری، انجام کلیه امور مربوط به بیماران کلیوی و حل مسایل و مشکلات مبتلا به آن‌ها چون مشکلات حقوقی، اداری، کاری و انجام مشاوره و راهنمایی در سایر مسائل مربوطه ونیز تعمیم و توسعه این خدمات به اقصی نقاط کشور.

## نشانی دفتر مرکزی
درمانگاه تخصصی شفا وابسته به انجمن خیریه حمایت از بیماران کلیوی ایران است.